# خالد الفاهوم
خالد عبد المجيد الفاهوم (1922 – 5 فبراير 2006)، سياسي فلسطيني تولى رئاسة المجلس الوطني الفلسطيني منذ عام 1968 وحتى عام 1984 لخمسِ دوراتٍ متتالية.

## نشأته
ولد خالد عبد المجيد الفاهوم عام 1922 في مدينة الناصرة، تلقى تعليمه الابتدائي والثانوي في مدارس الناصرة، ثم التحق بالجامعة الأمريكية في بيروت في تخصص العلوم الكيميائية، ليتخرج منها عام 1945.

## حياته العملية والسياسية
غادر خالد الفاهوم إلى لبنان، وبعد ذلك توجه إلى العراق، ومن ثم إلى سوريا حيث عمل هناك مدرسًا للكيمياء والفيزياء في مدرسة درعا الثانوية بمنطقة حوران، ثم تم تعيينه مديراً للثانوية العامة، ثم مديراً للتربية والتعليم في محافظة درعا.
انتقل بعدها إلى القاهرة وعمل لمدة ثمانية أشهر في وزارة التربية والتعليم المصرية، ثم أصبح ملحقًا ثقافيًا للجمهورية العربية المتحدة (تحالف مصر وسوريا) في العاصمة واشنطن، واستمر في هذا المنصب حتى الانفصال ما بين سوريا ومصر.
كان الفاهوم من أبرز الشخصيات التي أسهمت في تأسيس منظمة التحرير الفلسطينية عام 1964، وشغل عضوية اللجنة التنفيذية للمنظمة حتى عام 1971.
أصبح الفاهوم عام 1968 رئيسًا للمجلس الوطني الفلسطيني، واستمر في الموقع حتى عام 1984، وترأس بين عامي (1983-1987) "جبهة الإنقاذ الوطني الفلسطيني"، وهي عبارة عن تحالف لعدة فصائل فلسطينية معارضة لنهج الرئيس ياسر عرفات آنذاك.

## وفاته
تُوفي خالد الفاهوم في دمشق بتاريخ 5 فبراير 2006 عن عمرٍ ناهز 84 عامًا.

## أوسمة
في عام 2013، منحه الرئيس الفلسطيني محمود عباس وسام نجمة الشرف الفلسطينية من الدرجة العليا.